# Бирсою
Бирсою (рум. Bârsoiu) — село у повіті Вилча в Румунії. Входить до складу комуни Стойлешть.
Село розташоване на відстані 147 км на захід від Бухареста, 24 км на південь від Римніку-Вилчі, 74 км на північний схід від Крайови, 131 км на південний захід від Брашова.

## Населення
За даними перепису населення 2002 року у селі проживали 676 осіб, усі — румуни. Усі жителі села рідною мовою назвали румунську.